# Hugo Nys
Pour les articles homonymes, voir Nys.
Hugo Nys, né le 16 février 1991 à Évian-les-Bains, est un joueur de tennis franco-monégasque. Professionnel depuis 2011, il a d'abord  représenté la France en compétition puis Monaco à partir de 2019.
Spécialiste du double depuis 2018, il a remporté sept titres ATP dont un Masters 1000 et atteint la finale de l'Open d'Australie en 2023.
Il est membre de l'équipe de Monaco de Coupe Davis depuis 2019.

## Biographie
Hugo Nys est le petit-fils de Francis Nys (1930-2017), ancien joueur de première série durant les années 1950. Son arrière-grand-père, Robert Nys, a été vice-président de la FFT.
Après trois années d'entraînements au Country Club Geneva auprès de Georges Deniau, il rejoint pendant trois saisons l'ISP Academy de Sophia Antipolis, puis part s'entraîner au Monte-Carlo Country Club fin 2013.
En 2019, après six ans de résidence en principauté, il est autorisé à jouer sous les couleurs monégasques et intègre ainsi l'équipe de Monaco de Coupe Davis.

## Carrière
Hugo Nys a remporté six tournois en simple et 27 en double sur le circuit Futures entre 2012 et 2017. En 2013, il remporte à sa deuxième participation à un tournoi Challenger, le double de l'Open de Vendée aux côtés de Fabrice Martin, ce qui lui permet de décrocher une invitation pour les Internationaux de France l'année suivante.
Régulièrement invité au Masters 1000 de Monte-Carlo, il y signe la plus belle victoire de sa carrière en simple en 2016 en écartant Denis Istomin (alors 72e) au premier tour des qualifications. L'année suivante, aligné en double avec le Monégasque Romain Arneodo, il crée la surprise en atteignant les demi-finales en écartant Carreño-Busta et García-López (6-4, 6-3), puis deux têtes de série : Rojer-Tecău (7-5, 7-62) et Murray-Soares (6-2, 6-73, [10-3]). Ils sont finalement battus par les futurs vainqueurs Rohan Bopanna et Pablo Cuevas.
Hugo Nys décide de se spécialiser dans les épreuves de double courant 2017 et s'adjuge son deuxième trophée en Challenger à Manerbio avec Romain Arneodo. En 2018, il s'impose à Nouméa et Lille, puis en 2019 à Canberra, Quimper, Lille et Orléans. Favorisé par la réforme du classement ATP, il décide cette année-là de disputer certains Challenger en simple et atteint de façon surprenante les demi-finales à Aix-en-Provence après avoir sorti Peter Polansky et Thiago Monteiro.
Finaliste en double du tournoi de Montpellier en 2018 avec Ben McLachlan, il remporte l'année suivante son premier titre sur le circuit ATP à Cabo San Lucas avec Romain Arneodo à leur 7e balle de match après en avoir sauvé deux. En 2020, il s'impose au Challenger d'Aix-en-Provence associé à Andrés Molteni.
Associé à l'Allemand Tim Pütz, il remporte en 2021 le Challenger de Biella puis deux nouveaux tournois ATP à Estoril et Lyon, battant en finale Pierre-Hugues Herbert et Nicolas Mahut. Il atteint ensuite les quarts de finale à Roland-Garros après avoir notamment éliminé les no 7 et 8 mondiaux Joe Salisbury et Rajeev Ram. Il termine sa saison avec deux finales ATP de plus à Metz (avec Arthur Rinderknech) et Saint-Pétersbourg (avec Andrey Golubev).
En août 2022, aux côtés de Jan Zieliński, il atteint la finale du tournoi ATP de Winston-Salem après avoir notamment battu les têtes de série no 1, Nikola Mektić et Mate Pavić. La semaine suivante, ils atteignent ensemble les quarts de finales de l'US Open où ils sont éliminés par les numéros 1 mondiaux en 3 sets. Il remporte en septembre le tournoi de Moselle toujours associé au Polonais.
En 2023, il atteint la finale de l'Open d'Australie avec Jan Zieliński. Vainqueurs des têtes de série n°2 Rajeev Ram et Joe Salisbury au 3e tour, ils sont battus en finale par les invités Rinky Hijikata et Jason Kubler.
En mai, il remporte avec son partenaire polonais le Masters de Rome, son premier titre en catégorie Masters 1000. À l'issue du tournoi, il monte à la 14e place du classement ATP.
Le binôme termine sa saison sur une victoire au Tournoi de tennis de Moselle.

## Palmarès

### Titres en double messieurs
| No | Date       | Nom et lieu du tournoi                         | Catégorie    | Dotation    | Surface      | Partenaire     | Finalistes                          | Score             |          |
| -- | ---------- | ---------------------------------------------- | ------------ | ----------- | ------------ | -------------- | ----------------------------------- | ----------------- | -------- |
| 1  | 29-07-2019 | Abierto Mexicano de Tenis Mifel Cabo San Lucas | ATP 250      | 762 455 $   | Dur (ext.)   | Romain Arneodo | Dominic Inglot Austin Krajicek      | 7-5, 5-7, [16-14] | Parcours |
| 2  | 26-04-2021 | Millennium Estoril Open Estoril                | ATP 250      | 481 270 €   | Terre (ext.) | Tim Pütz       | Luke Bambridge Dominic Inglot       | 7-5, 3-6, [10-3]  | Parcours |
| 3  | 16-05-2021 | Open Parc Auvergne-Rhône-Alpes Lyon Lyon       | ATP 250      | 419 470 €   | Terre (ext.) | Tim Pütz       | Pierre-Hugues Herbert Nicolas Mahut | 6-4, 5-7, [10-8]  | Parcours |
| 4  | 19-09-2022 | Moselle Open Metz                              | ATP 250      | 534 555 €   | Dur (int.)   | Jan Zieliński  | Lloyd Glasspool Harri Heliövaara    | 7-65, 6-4         | Parcours |
| 5  | 10-05-2023 | Internazionali BNL d'Italia Rome               | Masters 1000 | 7 705 780 € | Terre (ext.) | Jan Zieliński  | Robin Haase Botic van de Zandschulp | 7-5, 6-1          | Parcours |
| 6  | 05-11-2023 | Moselle Open Metz                              | ATP 250      | 562 815 €   | Dur (int.)   | Jan Zieliński  | Constantin Frantzen Hendrik Jebens  | 6-4, 6-4          | Parcours |
| 7  | 26-02-2024 | Abierto Mexicano Telcel por HSBC Acapulco      | ATP 500      | 2 206 080 $ | Dur (ext.)   | Jan Zieliński  | Santiago González Neal Skupski      | 6-3, 6-2          | Parcours |

### Finales en double messieurs
| No | Date       | Nom et lieu du tournoi                 | Catégorie | Dotation      | Surface      | Vainqueurs                               | Partenaire             | Score              |          |
| -- | ---------- | -------------------------------------- | --------- | ------------- | ------------ | ---------------------------------------- | ---------------------- | ------------------ | -------- |
| 1  | 05-02-2018 | Open Sud de France Montpellier         | ATP 250   | 501 345 €     | Dur (int.)   | Ken Skupski Neal Skupski                 | Ben McLachlan          | 7-62, 6-4          | Parcours |
| 2  | 20-09-2021 | Moselle Open Metz                      | ATP 250   | 419 470 €     | Dur (int.)   | Hubert Hurkacz Jan Zieliński             | Arthur Rinderknech     | 7-5, 6-3           | Parcours |
| 3  | 25-10-2021 | St. Petersburg Open Saint-Pétersbourg  | ATP 250   | 863 705 $     | Dur (int.)   | Jamie Murray Bruno Soares                | Andrey Golubev         | 6-3, 6-4           | Parcours |
| 4  | 21-08-2022 | Winston-Salem Open Winston-Salem       | ATP 250   | 731 935 $     | Dur (ext.)   | Matthew Ebden Jamie Murray               | Jan Zieliński          | 6-4, 6-2           | Parcours |
| 5  | 16-01-2023 | Australian Open Melbourne              | G. Chelem | 34 848 000 A$ | Dur (ext.)   | Rinky Hijikata Jason Kubler              | Jan Zieliński          | 6-4, 7-64          | Parcours |
| 6  | 23-10-2023 | Swiss Indoors Basel Bâle               | ATP 500   | 2 196 000 €   | Dur (int.)   | Santiago González Édouard Roger-Vasselin | Jan Zieliński          | 68-7, 7-63, [10-1] | Parcours |
| 7  | 15-04-2024 | Barcelona Open Banc Sabadell Barcelone | ATP 500   | 2 782 960 €   | Terre (ext.) | Máximo González Andrés Molteni           | Jan Zieliński          | 4-6, 6-4, [11-9]   | Parcours |
| 8  | 31-03-2025 | Grand-Prix Hassan II Marrakech         | ATP 250   | 596 035 €     | Terre (ext.) | Petr Nouza Patrik Rikl                   | Édouard Roger-Vasselin | 6-3, 6-4           | Parcours |

## Parcours dans les tournois duGrand Chelem

### En double messieurs
| Année | Open d'Australie                                                                      | Open d'Australie                                                                       | Internationaux de France                                                            | Internationaux de France                                                               | Wimbledon                                                                              | Wimbledon | US Open | US Open |
| ----- | ------------------------------------------------------------------------------------- | -------------------------------------------------------------------------------------- | ----------------------------------------------------------------------------------- | -------------------------------------------------------------------------------------- | -------------------------------------------------------------------------------------- | --------- | ------- | ------- |
| 2014  | —                                                                                     | —                                                                                      | 1er tour (1/32) F. Martin \|\| style="text-align:left;" \| A. Begemann Robin Haase  | —                                                                                      | —                                                                                      | —         | —       |         |
|       |                                                                                       |                                                                                        |                                                                                     |                                                                                        |                                                                                        |           |         |         |
| 2017  | —                                                                                     | —                                                                                      | 1er tour (1/32) G. Jacq \|\| style="text-align:left;" \| J.-L. Struff M. Zverev     | 1/8 de finale A. Šančić \|\| style="text-align:left;" \| H. Kontinen John Peers        | —                                                                                      | —         |         |         |
| 2018  | 2e tour (1/16) Benoît Paire \|\| style="text-align:left;" \| M. Daniell D. Inglot     | 2e tour (1/16) J. Eysseric \|\| style="text-align:left;" \| R. Klaasen M. Venus        | 1er tour (1/32) J. Eysseric \|\| style="text-align:left;" \| J. Erlich M. Matkowski | 1er tour (1/32) Benoît Paire \|\| style="text-align:left;" \| M. Demoliner S. González |                                                                                        |           |         |         |
| 2019  | 1er tour (1/32) Benoît Paire \|\| style="text-align:left;" \| R. Carballés A. Rublev  | —                                                                                      | —                                                                                   | 2e tour (1/16) F. Martin \|\| style="text-align:left;" \| J-J. Rojer Horia Tecău       | 1er tour (1/32) Divij Sharan \|\| style="text-align:left;" \| R. Carballés F. Delbonis |           |         |         |
| 2020  | 1/8 de finale A. Molteni \|\| style="text-align:left;" \| Max Purcell Luke Saville    | 2e tour (1/16) A. Molteni \|\| style="text-align:left;" \| Mate Pavić B. Soares        | Annulé                                                                              | Annulé                                                                                 | —                                                                                      | —         |         |         |
| 2021  | 1er tour (1/32) A. Molteni \|\| style="text-align:left;" \| Radu Albot Daniel Evans   | 1/4 de finale Tim Pütz \|\| style="text-align:left;" \| A. Bublik A. Golubev           | 1er tour (1/32) J. O'Mara \|\| style="text-align:left;" \| Ariel Behar G. Escobar   | 2e tour (1/16) Rinderknech \|\| style="text-align:left;" \| R. Bopanna Ivan Dodig      |                                                                                        |           |         |         |
| 2022  | 1er tour (1/32) A. Mannarino \|\| style="text-align:left;" \| Ivan Dodig M. Melo      | 1/8 de finale J. Zieliński \|\| style="text-align:left;" \| L. Glasspool H. Heliövaara | 2e tour (1/16) F. Martin \|\| style="text-align:left;" \| Rajeev Ram J. Salisbury   | 1/4 de finale J. Zieliński \|\| style="text-align:left;" \| Rajeev Ram J. Salisbury    |                                                                                        |           |         |         |
| 2023  | Finale J. Zieliński                                                                   | R. Hijikata J. Kubler                                                                  | 2e tour (1/16) J. Zieliński \|\| style="text-align:left;" \| M. Melo John Peers     | 1/8 de finale J. Zieliński \|\| style="text-align:left;" \| J. Murray M. Venus         | 1/4 de finale J. Zieliński \|\| style="text-align:left;" \| Ivan Dodig A. Krajicek     |           |         |         |
| 2024  | 1/4 de finale J. Zieliński \|\| style="text-align:left;" \| Y. Hanfmann D. Köpfer     | 1/8 de finale J. Zieliński \|\| style="text-align:left;" \| M. Granollers H. Zeballos  | 1er tour (1/32) J. Zieliński \|\| style="text-align:left;" \| S. Báez D. Brown      | 2e tour (1/16) J. Zieliński \|\| style="text-align:left;" \| N. Borges F. Cabral       |                                                                                        |           |         |         |
| 2025  | 1/4 de finale Roger-Vasselin \|\| style="text-align:left;" \| H. Heliövaara H. Patten | 1/2 finale Roger-Vasselin \|\| style="text-align:left;" \| M. Granollers H. Zeballos   | 1/4 de finale Roger-Vasselin \|\| style="text-align:left;" \| M. Arévalo M. Pavić   |                                                                                        |                                                                                        |           |         |         |

N.B. : le nom du partenaire se trouve sous le résultat ; les noms des ultimes adversaires se trouvent à droite.

### En double mixte
| Année | Open d'Australie                                                                   | Open d'Australie                                                                      | Internationaux de France                                                        | Internationaux de France                                                         | Wimbledon                                                                         | Wimbledon | US Open | US Open |
| ----- | ---------------------------------------------------------------------------------- | ------------------------------------------------------------------------------------- | ------------------------------------------------------------------------------- | -------------------------------------------------------------------------------- | --------------------------------------------------------------------------------- | --------- | ------- | ------- |
| 2018  | —                                                                                  | —                                                                                     | —                                                                               | —                                                                                | 1er tour (1/32) S. Aoyama \|\| style="text-align:left;" \| N. Kichenok M. Daniell | —         | —       |         |
|       |                                                                                    |                                                                                       |                                                                                 |                                                                                  |                                                                                   |           |         |         |
| 2022  | 1er tour (1/16) G. Dabrowski \|\| style="text-align:left;" \| B. Pera W. Koolhof   | 1er tour (1/16) S. Aoyama \|\| style="text-align:left;" \| D. Krawczyk N. Skupski     | —                                                                               | —                                                                                | —                                                                                 | —         |         |         |
| 2023  | 1er tour (1/16) Chan Y.-j. \|\| style="text-align:left;" \| G. Olmos M. Arévalo    | 1er tour (1/16) Chan Y.-j. \|\| style="text-align:left;" \| A. Sutjiadi M. Middelkoop | 1er tour (1/16) L. Siegemund \|\| style="text-align:left;" \| E. Perez M. Ebden | 1/4 de finale D. Schuurs \|\| style="text-align:left;" \| T. Townsend B. Shelton |                                                                                   |           |         |         |
| 2024  | 2e tour (1/8) D. Schuurs \|\| style="text-align:left;" \| Hsieh S.-w. J. Zieliński | 1er tour (1/16) Chan H.-c. \|\| style="text-align:left;" \| E. Routliffe M. Venus     | —                                                                               | —                                                                                | 2e tour (1/8) N. Kichenok \|\| style="text-align:left;" \| T. Townsend D. Young   |           |         |         |
| 2025  | 2e tour (1/16) T. Townsend \|\| Forfait                                            | 1er tour (1/16) Chan H.-c. \|\| style="text-align:left;" \| S. Errani A. Vavassori    |                                                                                 |                                                                                  |                                                                                   |           |         |         |

N.B. : le nom de la partenaire se trouve sous le résultat ; les noms des ultimes adversaires se trouvent à droite.

## Classements ATP en fin de saison
| Année          | 2009 | 2010 | 2011 | 2012 | 2013 | 2014 | 2015 | 2016 | 2017 | 2018 | 2019 | 2020 | 2021 | 2022 | 2023 | 2024 |
| Rang en simple | –    | –    | 1016 | 589  | 509  | 433  | 485  | 358  | 639  | 1032 | 419  | 474  | 677  | 1152 | –    | –    |
| Rang en double | 1082 | 1188 | –    | 467  | 244  | 329  | 360  | 234  | 91   | 80   | 66   | 66   | 44   | 41   | 15   | 25   |

Source : (en) Classements de Hugo Nys sur le site officiel de la Fédération internationale de tennis